# Планиница (област Перник)
 За другото българско село вижте Планиница (област Бургас).  
Планиница е село в Западна България. То се намира в община Перник, област Перник.

## География
Село Планиница се намира в  района на планина Черна гора, на 45 км югозападно от София, по пътя за Ковачевци, през село Лесковец. При Лесковец, при язовира пътят се отклонява за Планиница.
Климатът е умереноконтинентален с прохладно лято и средни температури около 22ºС и мека и снежна зима със средни температури около 1ºС.

## Име
Името на селото идва от факта, че е разположено на планина + ица.
Селото е било записано през 1448 година в турски регистър, като Планинци, през 1530 година, като Планиниче (İplaniniçe), а пък през 1576 година е записано като Сиредне Пиланче (Средна Планица).

## Редовни събития
Всяка първа неделя от месец юли се провежда традиционния събор на селото.

## Забележителности
Късноантична и средновековна крепост в местността Градище на 1,16 km западно от село Планиница, на източния склон на Черна гора. Крепостта е изградена през късната античност на площ около 3 дка. В миналото са били запазени част от крепостните стени и отделните помещения към тях. Просъществувала е и през ранното средновековие.

## Личности
- Вергил Ваклинов (1931 – 1953), граничар
- Александър Александров (1991 – ), ПП ГЕРБ
- Александър Планински (1879 - 1966), Детски писател, Педагог

## Галерия
- Църквата в село Планиница
- Паметникът на Вергил Ваклинов в центъра на селото